# Kråkkärrets kyrka
Kråkkärrets kyrka är en kyrka i Kråkkärret i Åbo. Den år 1981 byggda församlingscentralen invigdes till kyrka 1997 av ärkebiskop John Vikström.